# Kettering, Ohio
Kettering, Ohio este un oraș în comitatul Greene, statul Ohio, SUA. El este o suburbie a municipiului Dayton. Orașul este amplasat la altitudinea de 307 m deasupra n.m. la sud de Dayton, are o suprafață de 48,4 km² și avea în anul 2000, 57.502 locuitori.

## Istoric
Primul colonist în regiune a fost John Patterson, care în anul 1789 a construit o casă. Abia în 1841, localitatea devine township. Localitatea este denumită Kettering, după numele lui Charles F. Kettering, descoperitorul aprinderii cu scânteie electrică a [[motor cu ardere internă|motoarelor cu ardere internă. Kettering a trăit în localitate din 1914 până în 1958 la moartea sa.

## Date demografice
La recensământul din 2000 localitatea avea 57 502 de locuitori din care
95,23 % erau albi
1,66 % afro-africani
0,18 % amerindieni
1,38 % asiatici
0,02 % loc. ai insulelor din Pacific
0,33 % alte grupări etnice
1,11 % latino-americani

## Personalități marcante
- Brooklyn Decker, model și actriță

## Orașe înfrățite
- Regatul Unit, Kettering,
- Austria, Steyr